# Phare de Vuurduin
Le phare de Vuurduin est un phare actif situé sur l'île de Vlieland (Îles de la Frise), province de Frise aux Pays-Bas.
Il est géré par le Rijkswaterstaat , l'organisation nationale de l'eau des Pays-Bas.
Il est classé monument national en 1980 par l'Agence du patrimoine culturel des Pays-Bas .

## Histoire
Ce phare a été érigé en 1909  sur le Vuurboetsduin, l'une des plus hautes dunes des Pays-Bas et le plus haut point de l'île de Vlieland. C'est un tronçon du phare avant d'IJmuiden conçu par Quirinus Harder. En 1929, un poste d'observation a été construit sur des poteaux à côté du phare. En 1973, l’ampoule du phare a été remplacée par trois lampes à mercure. En 1986, le dôme a été complètement rénové.
Depuis 1990, le phare est ouvert au tourisme. Dans le phare, un gardien de phare est présent pendant les heures d'ouverture, bien que le phare lui-même fonctionne de manière complètement automatique. Des visites guidées sont organisées et des souvenirs peuvent être achetés au poste de guet situé à côté du phare. En outre, la tour est utilisée comme lieu de mariage. L'escalier en fonte menant au toit panoramique comporte 49 marches.

## Description
Ce phare  est une tour conique en fonte, avec une double galerie et une lanterne de 17 m de haut. La tour est peinte en rouge et la lanterne est blanche avec un dôme rouge. Son feu isophase émet, à une hauteur focale de 54 m, un long éclat blanc de 2 secondes par période de 4 secondes. Sa portée est de 20 milles nautiques (environ 37 km).
Identifiant : ARLHS : NET-028 ; NL-2066 - Amirauté : B0894 - NGA : 114-9968 .

## Caractéristique dufeu maritime
Fréquence : 4 secondes (W)
- Lumière : 2 secondes
- Obscurité : 2 secondes

|          |
| Le phare |

|          |
| Le phare |

### Lien connexe
- Liste des phares des Pays-Bas